# Condé-sur-Vire
Condé-sur-Vire település Franciaországban, Manche megyében. Lakosainak száma 4136 fő (2022. január 1.). Condé-sur-Vire Baudre, Saint-Lô, La Barre-de-Semilly, Saint-Jean-d'Elle, Saint-Amand-Villages, Torigny-les-Villes, Domjean, Tessy-Bocage, Moyon-Villages, Bourgvallées és Sainte-Suzanne-sur-Vire községekkel határos.

## Népesség
A település népességének változása:
| Lakosok száma | 4027 | 4033 | 4044 | 4076 | 4106 | 4136 |
|               | 2017 | 2018 | 2019 | 2020 | 2021 | 2022 |